# 2007 TB418
2007 TB418, também escrito como 2007 TB418, é um corpo menor que está localizado no disco disperso, uma região do Sistema Solar. Ele possui uma magnitude absoluta de 5,8 e tem um diâmetro estimado de cerca de 304 km. O astrônomo Mike Brown lista este corpo celeste em sua página na internet como um candidato a possível planeta anão.

## Descoberta
2007 TB418 foi descoberto no dia 4 de outubro de 2007.

## Órbita
A órbita de 2007 TB418 tem uma excentricidade de 0,386 e possui um semieixo maior de 55,295 UA. O seu periélio leva o mesmo a uma distância de 33,970 UA em relação ao Sol e seu afélio a 76,619 UA.